# Mahellus determinatus
Mahellus determinatus är en insektsart som beskrevs av William Lucas Distant 1917. Mahellus determinatus ingår i släktet Mahellus och familjen dvärgstritar. Inga underarter finns listade i Catalogue of Life.